# (24143) 1999 VY124
1999 في واي 124 (ويعرف أيضًا باسم (24143) 1999 في واي 124 وفق تسمية الكوكب الصغير) (بالإنجليزية: 1999 VY124)‏ هو كويكب ضمن حزام الكويكبات؛ وترتيبه 24143 من حيث الاكتشاف.
اكتُشف هذا الجُرم الفلكي بواسطة بحث لنكولن عن الكويكبات القريبة من الأرض في 10 نوفمبر 1999.

## وصلات خارجية
- (24143) 1999 VY124 في قاعدة بيانات مختبر الدفع النفاث لأجرام النظام الشمسي الصغيرة

- الاكتشاف · مخطط المدار ·  العناصر المدارية · المعلمات المادية

- (24143) 1999 VY124 على موقع ويكي سكاي: DSS2, SDSS, GALEX, IRAS, Hydrogen α, X-Ray, Astrophoto, Sky Map, Articles and images